# Gravellona Toce
Gravellona Toce – miejscowość i gmina we Włoszech, w regionie Piemont, w prowincji Cusio Ossola. Położona około 110 kilometrów na północny wschód od Turynu i około 8 kilometrów na zachód od Verbanii.
Według danych na rok 2004 gminę zamieszkiwało 7538 osób, 538,4 os./km².